# Ordinal successeur
Cet article court présente un sujet plus développé dans : Nombre ordinal.
En théorie des ensembles, le « successeur » ou ordinal successeur, noté α + 1, d'un ordinal α, est l'ordinal qui suit immédiatement α, c'est-à-dire le plus petit ordinal strictement supérieur à α. 
Par rapport au successeur α + 1, l'ordinal α est parfois appelé ordinal prédécesseur ou simplement « prédécesseur » ou plus rarement « antécesseur ». C'est le plus grand ordinal strictement inférieur à α + 1.
Dans la définition des ordinaux de von Neumann, l'ordinal successeur de α est α + 1 = α ∪ {α}. 
Un ordinal non nul qui n'est pas successeur est dit ordinal limite.